# Бейбі Аріель
Аріель Ребекка Мартін (нар. 22 листопада 2000 р.), відома як Бебі Аріель — особистість американських соціальних медіа, співачка та актриса, відома своїми відео на платформі соціальних медіа Tik Tok . 
У 2017 році Бебі Аріель була визнана одним з найвпливовіших людей в Інтернеті журналом Time і була включена до списку найкращих любителів розваг Forbes ' 2017.   Вона також виграла нагороду Teen Choice Award за "Choice Muser" у 2016 та 2017 роках. 

## Кар'єра
У 2015 році Аріель розпочала кампанію проти знущань під назвою #ArielMovement, описану BlackBook як одне з її найважливіших починань. Журнал People визнав її за підтримку в ініціативі #HackHarassion щодо припинення Інтернет-тролів та негативу в Інтернеті. 
Аріель підписала контракт з агентством Creative Artists у вересні 2016 року  і випустила свій дебютний сингл "Aww" 1 грудня 2017 року.    Вона випустила свій другий сингл "Perf" 17 січня 2018 року.  30 березня 2018 року Аріель випустила пісню "Скажи це" разом із Даніелем Скай.  Вона співпрацювала з EA Games for The Sims 4, з'явившись як Sim в розширенні пакету The Sims 4: Get Famous, випущеному в листопаді 2018 року. 
Наприкінці 2018 року Аріель знялась у міні-серіалі про Брат Baby Doll Records . У 2019 році вона знялася в телевізійному фільмі Nickelodeon High Bikeler High Private Eye. Пізніше того ж року було оголошено, що вона з'явиться у фільмі " Зомбі 2" на каналі Діснея, і буде зображувати роль Вінтера. 

### Тиск
У 2016 році Аріель був представлений на обкладинці журналу Billboard разом з колегою Musical.ly особи Якобом Сарторіусом .  Вона з'явилася в 60 хвилинах  та " Доброго ранку Америці"  і її назвали топ-фактором впливу Forbes,    Люди,  та USA Today . 
Аріель був профільним в Fast Company,  Business Insider,  і Seventeen Magazine .  Інші згадки включають CNN,  Rolling Stone,  Huffington Post,  Tubefilter,  Paper Magazine,  RAW,  та Wonderwall. 

## Дискографія

### Синглів
| Назва                         | Рік | Альбом |
| ----------------------------- | --- | ------ |
| "Aww"                         | rowspan="6" style="background: var(--background-color-interactive, #ececec); color: var(--color-base, #202122); vertical-align: middle; text-align: center; " class="table-na" \| Non-album singles |        |
| "Perf"                        | 2018 рік |        |
| "Скажи це" (with Daniel Skye) | 2018 рік |        |
| "Гуччі на моєму тілі"         | 2018 рік |        |
| "Я серцем тебе"               | 2019 рік |        |
| "Wildside"                    | 2019 рік |        |

## Фільмографія
| Рік      | Назва                        | Роль               | Примітки                    |
| -------- | ---------------------------- | ------------------ | --------------------------- |
| 2017 рік | Бізаардварк                  | Тіффані            | 1 епізод                    |
| 2018 рік | Курячі дівчата               | Дру                | Основна роль                |
| 2018 рік | Записи ляльок для дітей      | Дру                | Повторювана роль            |
| 2018 рік | Генрі небезпека              | Патина             | 1 епізод                    |
| 2019 рік | Високе приватне око Бікслера | Кензі Мессіна      | Телевізійний фільм          |
| 2019 рік | Подвійний смій               | Сама, конкурсантка | Епізод: "Хеллоуїнова гра 2" |
| 2020 рік | Зомбі 2                      | Вінтер             | Телевізійний фільм          |

## Нагороди та номінації
Аріель виграла нагороду Teen Choice Award за "Choice Muser" у 2016 та 2017 роках. Вона також була номінована на "Творця прориву" та "Розважальника року" на Streamy Awards 2016. У 2017 році вона була номінована на "Улюблену зірку соціальних медіа" на Народних виборах "Choice Awards", "Social Star Award" на музичних преміях iHeartRadio, "Muser року" на "Коротких нагородах " та "Улюблений вплив" на Premios Tu Mundo . 